# Heinz Goerke

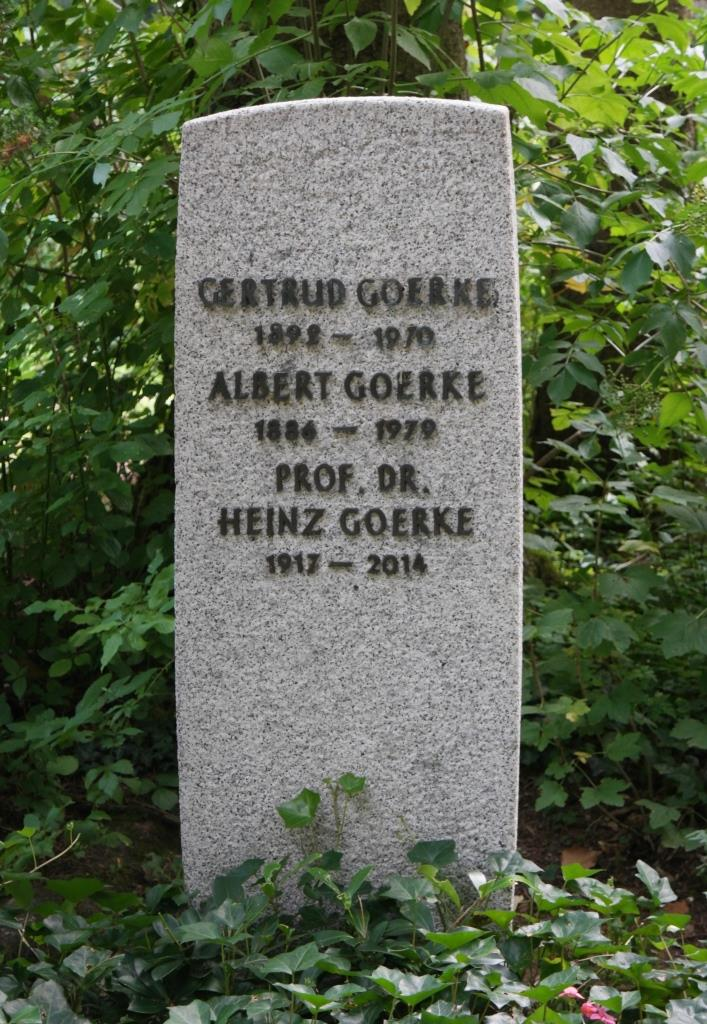
Heinz Goerkes grav, Waldfriedhof München-Solln

Heinz Goerke, född 13 december 1917 i Olsztyn (Allenstein), Polen, död den 16 juni 2014 i München, var en tysk medicinhistoriker och professor emeritus i medicinhistoria vid Institut für Geschichte der Medizin på Münchens universitet. Han invaldes 1990 som utländsk ledamot av svenska Vetenskapsakademien. Han var också hedersledamot av Sydsvenska Medicinhistoriska Sällskapet.

## Biografi
På grund av en professionell flytt av hans familj växte han upp i Potsdam, där han tog gymnasieexamen 1937. Från 1939 studerade han medicin med avbrott under andra världskriget och värnplikt som truppläkare. 

## Karriär
År 1962 utnämndes Goerke till professor i medicinhistoria vid Freie Universität Berlin. År 1969 efterträdde han Gernot Rath i München, där han var medicinsk chef för Großhadern Clinic från 1970 till 1982. Han var därtill den förste chefen för det tyska medicinska museet, som han initierade och som öppnades 1973. Goerke var också fackredaktör för den schweiziska tidskriften Ars Medici.
Tillsammans med Walter Artelt, Edith Heischkel och Gunter Mann var Goerke utgivare av Journal of Medical History. Liksom Gerhard Baader och Gunter Mann rehabiliterades Goerke 1963 som en del av uppdelningen av medlemmar av Gesellschaft für die Geschichte der Wissenschaften, der Medizin und der Technik i samband med rehabiliteringen av den tidigare SS-officeren Alexander Berg, efter att ha lämnat ett omfattande klargörande av medicinens historia inom nationalsocialismen. År 1967 tog Goerke Gerhard Baader till Freie Universität Berlin som assistent.